# Bruno B. Rossi
Bruno Benedetto Rossi (13 de abril de 1905 – 21 de noviembre de 1993) fue un físico experimental italiano-estadounidense. El hizo sus mayores contribuciones al estudio de los rayos cósmicos y Física de partículas desde los años 1930 hasta los 1950, y un pionero de la Astronomía de rayos X y de la física del plasma en los 1960. 
Rossi nació en Venecia Italia, tuvo que emigrar de Europa a Estados Unidos por su condición de judío. Contrajo matrimonio con Nora Lombroso, la hija del antropologista Cesare Lombroso.
Murió en su hogar de Cambridge (Massachusetts) en 1993.

## Honores y premios
- Premio Wolf en Física por su trabajo en el desarrollo de la astronomía de rayos X (1987)
- National Medal of Science (1983)
- Premio Rumford premio de la Academia Estadounidense de las Artes y las Ciencias por sus "descubrimientos concernientes a la naturaleza y orígenes de las radiaciones cósmicas" (1976)
- Medalla de Oro de la Sociedad de Física de Italia (1970)
- Doctors honoris causa de las universidades de Palermo, Durham, y Chicago

### Eponimia
- Explorador sincrónico de rayos X Rossi
- Premio Bruno Rossi, de la División de astrofísica de alta energía de la American Astronomical Society
- Silla epónimia en el MIT. Actualmente la honra el profesor Claude R. Cañizares